# Dimargaritales
Dimargaritales es un orden de hongos en la subdivisión Kickxellomycotina.
Es monotípico, su única familia es Dimargaritaceae. Es parasítico. Pero puede crecer solitario en una placa de agar, por lo que puede ser un parásito facultativo.
La familia Dimargaritaceae incluye tres géneros:
- Dimargaris
- Dispira
- Tieghemiomyces

Dimargaritales incertae sedis
- Spinalia[4]